# SK Super Nova
Sporta klubs Super Nova eller SK Super Nova är en fotbollsklubb i Lettland i Olaine som grundades 2000.

## Meriter
Pirma liga (D2)
Andraplats: 2018, 2019.

## Placering tidigare säsonger
| Säsong | Nivå | Liga     | Placering | Referens | Notering                 |
| ------ | ---- | -------- | --------- | -------- | ------------------------ |
| 2018   | 1    | 1. līga  | 2         | [ 1 ]    |                          |
| 2019   | 1    | 1. līga  | 2         | [ 2 ]    |                          |
| 2020   | 1    | 1. līga  | 6         | [ 3 ]    |                          |
| 2021   | 1    | 1. līga  | 3         | [ 4 ]    | Uppflyttad till Virslīga |
| 2022   | 1    | Virslīga | 10        | [ 5 ]    |                          |
| 2023   | 1    | Virslīga | 10        | [ 6 ]    |                          |
| 2024   | 1    | 1. līga  | 1.        | [ 7 ]    |                          |

## Tränare
- Viktors Ņesterenko